# Великі Сорочинці
Вели́кі Соро́чинці — село в Україні, у Миргородському районі Полтавської області. Адміністративний центр Великосорочинської сільської громади. Розташоване за 26 кілометрів від райцентру.
Село постраждало внаслідок геноциду українського народу, проведеного урядом СРСР в 1932—1933 та 1946—1947 роках.

## Географія
Село Великі Сорочинці знаходиться, в основному, на правому березі річки Псел, вище за течією на відстані 1,5 км розташоване село Савинці, нижче за течією на відстані 7 км розташоване село Мареничі.
Річка в цьому місці звивиста, утворює лимани, стариці і заболочені озера. Поруч проходить автомобільна дорога Р42 (Т 1710).
Відстань до райцентру становить близько 26 км і проходить автошляхом Р42.

## Історія

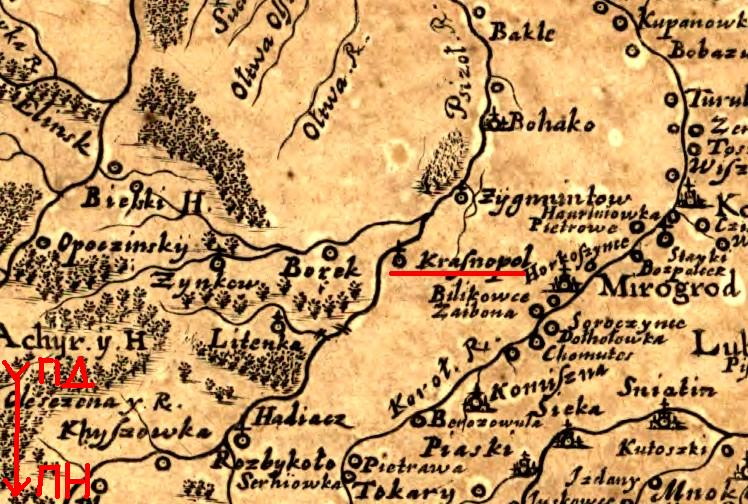
Краснопіль (Великі Сорочинці) на карті Боплана 1648 р.

У давнину — Краснопіль (Краснополь), а з 1620-х років уже відоме під назвою Сорочинці. Засновано на території Київського воєводства Речі Посполитої. Королівський дозвіл на заснування містечка (слободи) на урочищі Краснополя отримав 26 жовтня 1634 р. переяславський староста Лукаш Жолкевський. По смерті останнього новим переяславським старостою став великий гетьман коронний Станіслав Конєцпольський. Певну конкуренцію йому у володінні Краснопіллям/Сорочинцями творив Ієремія (Ярема) Вишневецький (до 1648 року).
1648 року утворена Сорочинська сотня Миргородського полку. Тут з'являються маєтності козацької старшини. Володіння в Сорочинцях і в сусідньому Хомутці мав хомутецький сотник, пізніше миргородський полковник Павло Апостол, який 1659 року був і наказним гетьманом. Він скуповував у Миргородському полку землі. У травні 1641, «пробачені» козаки, які 1638 втекли з Я. Острянином до підмосковської Слобожанщини, повернулися з Чугуєва і були розселені у володіннях С.Конєцпольського на Полтавщині, у тому числі і у Сорочинцях («Сорочин»).
4 (14) грудня 1654 року народився Данило Павлович Апостол — український військовий і державний діяч, гетьман Лівобережної України у 1727–1734 рр.
1689 року Данило Апостол, на той час миргородський полковник, отримує від гетьмана Івана Мазепи універсал на володіння у Сорочинцях та Хомутці.
У 1732–1734 роках у Сорочинцях, на замовлення гетьмана Данила Апостола, була споруджена мурована Спасо-Преображенська церква у стилі бароко. Тими ж майстрами одночасно був побудований будинок Д. Апостола
1809 року у будинку лікаря М. Я. Трохимовського народився український та російський прозаїк, драматург Микола Васильович Гоголь. 22 березня (3 квітня) 1809 він був охрещений у Спасо-Преображенській церкві. Хрещеним батьком був полковник М. М. Трохимовський, син лікаря М. Я. Трохимовського, що приймав пологи у матері Гоголя.
На 1859 рік містечко Сорочинці налічувало 1150 дворів та 7167 жителів.

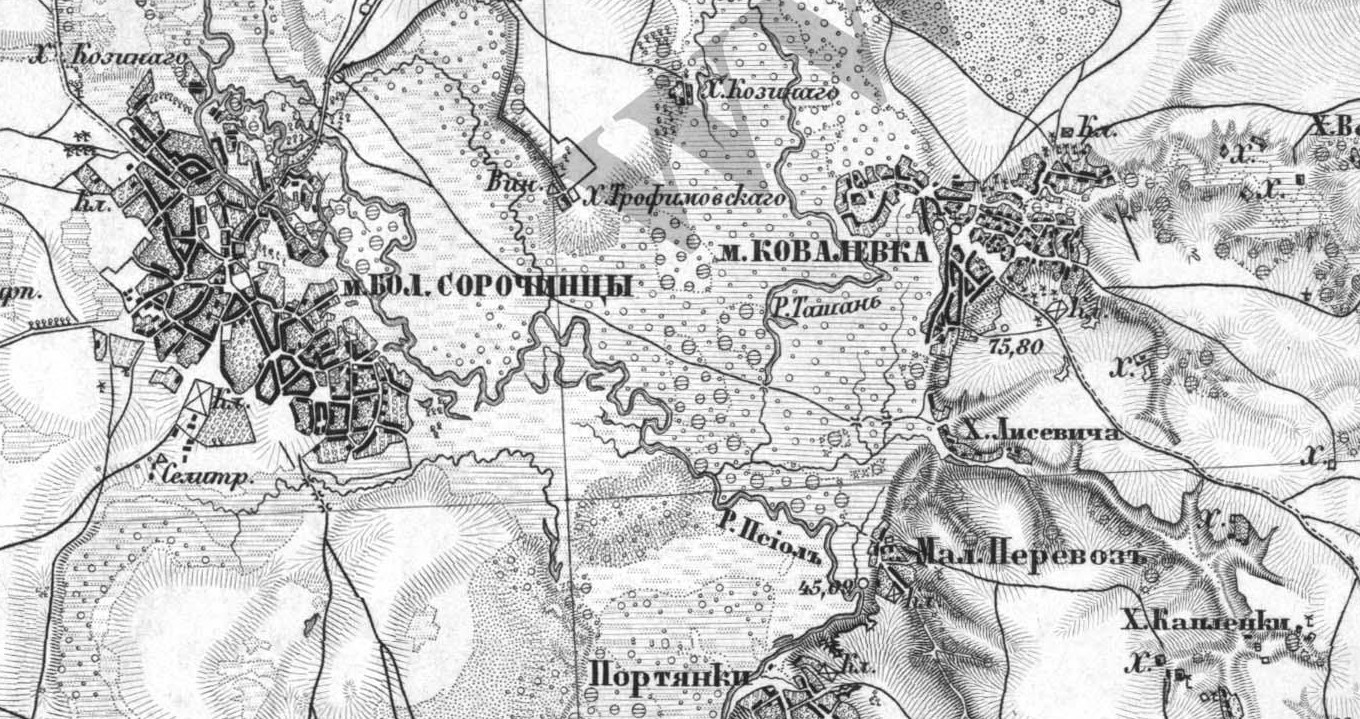
Містечко Великі Сорочинці на карті 1863 року

1900 р. у містечку було 1514 дворів, 8882 жителів, 7 шкіл (1 міністерська, 1 земська, 3 церковно-парафіяльних, 2 школи грамоти). Проводилося до 5 ярмарків на рік.
У 1905—1918 роках у Сорочинцях отримували пошту В. Короленко та його сусіди-дачники, що влітку відпочивали у Хатках. Володимир Короленко описав події «Сорочинської трагедії» 1905 року і брав участь у розслідуванні подій.
Пам'ятник Миколі Гоголю був встановлений у селі 1911 року.
1925 Великі Сорочинці перейменовано на Нероновичі на честь більшовика Євгена Васильовича Нероновича.
1931 повернено попередню назву.
Весною 1932 комуністи розпочали в селі терор голодом, жертвою якого стали переважно діти та літні люди. У другій половині 1930-х комуністи проводили точковий терор на селі, зокрема за вироком позасудової трійки НКВС СРСР Полтавської області убито працівника місцевого педагогічного технікуму Андрія Герасименка 1891 року народження. Убивство визнано злочином самими комуністами 1959 року — він реабілітований Полтавським обласним судом. Але це скоріше виняток, оскільки сотні інших великосорочан були депортовані за межі України, позбавлені майна, переслідувалися за релігійні переконання.
На околиці села встановлено пам'ятник партизанці часів Другої світової війни О. А. Бондаренко, страченій німецькими окупантами у грудні 1941 року.
1991 мешканці села проголосували за відновлення державної самостійності України. 2004 значна частка селян взяла участь у Помаранчевій революції.

## Населення
Згідно з переписом УРСР 1989 року чисельність наявного населення села становила 4723 особи, з яких 2088 чоловіків та 2635 жінок.
За даними перепису населення 2001 року у селі проживали 4231 особа.

### Мова
Розподіл населення за рідною мовою за даними перепису 2001 року:
| Мова       | Кількість | Відсоток |
| ---------- | --------- | -------- |
| українська | 3968      | 97.98%   |
| російська  | 79        | 1.96%    |
| білоруська | 1         | 0.02%    |
| угорська   | 1         | 0.02%    |
| німецька   | 1         | 0.02%    |
| Усього     | 4050      | 100%     |

## Культура
У 1929 році у будинку, де народився М.Гоголь відкрито Літературно-меморіальний музей М. В. Гоголя. Був зруйнований під час війни 1941—1945 років. Відбудований і вдруге відкритий для відвідувачів 14 січня 1951 року. Зберігає близько 4 тис. експонатів: особисті речі М.Гоголя, малюнки, вірші, перші видання творів, фотокопії рукописів, світлини, роботи художників І. Рєпіна, П. Коровіна, І. Крамського, К. Трутовського, В. Маковського, Кукриніксів, М. Дерегуса та майстрів народної творчості.
У 1732-1734 роках у Сорочинцях було зведено Спасо-Преображенську церкву на кошти Данила Апостола. Це один з найсамобутніших витворів української архітектури. У своїй книжці Ігор Шаров зазначає, що гетьман Апостол будував церкву як свою усипальницю, оскільки в Сорочинцях був родовий маєток Апостолів. На відкритті храму був присутній весь Миргородський полк, яким керував у той час Апостолів син. Це хрещатий дев'ятидільний храм, первісно увінчаний дев'ятьма банями, з яких збереглося п'ять. Усі грані храму оформлені широкими пілястрами, кожна грань прорізана вікнами з оригінальними наличниками й фронтончиками. Стіни оздоблено орнаментом, трилистником, розетками, антропоморфними й чоловічими та жіночими фігурками. Орнаменти напрочуд легкі й вишукані. Входи до храму нагадують тріумфальні арки. Витончена, спрямована у височінь, легка й граційна споруда немов прагне полинути в небо. Інтер'єр своєю вишуканістю, надзвичайно вдалим архітектурним розв'язанням створює відчуття дивовижної легкості. Але найбільша окраса храму — славнозвісний іконостас, який вражає складністю й глибиною композиційного задуму. Традиційна для України того часу п'ятиярусна структура з бароковими ритмами виступаючих та западаючих його частин була доведена до семи ярусів і оживлена дивовижною витонченістю всіх його частин і деталей. Висота іконостаса — 17 м, висота храму до зеніту бані — 26 м, ширина іконостаса — 20 м. Незважаючи на такі значні розміри, всі його частини органічно об'єднані в прекрасний ансамбль, якому вишукане різьблення та майстерний живопис ікон надають урочистості й водночас непідробної святковості. Різьблення іконостаса вражає майстерністю, з якою виконані невідомими майстрами плетиво аканта, ажурові виноградні лози, що звиваються по карнизах та колонках або оточують ікони празникового ряду. Особливо вражає величезна різьблена завіса, яка звисає від бані до підлоги. Живопис іконостаса органічно поєднується з позолотою та різьбленням. Ікони, на яких зображено біблійні сцени, вражають своєю життєвою подібністю, відтворенням тогочасної архітектури, костюмів і конкретних персонажів історії. Зокрема, на «Покрові» зображено гетьманську родину разом з оточенням, а у «Введенні до храму» ціле світське товариство на чолі з Уляною Апостол, дружиною гетьмана. Особливо цікава ікона «Свята Уляна», у якій зображено Уляну Апостол — це справжня перлина українського малярства. Дружина гетьмана постає як молода й вродлива українська жінка, у мережаній кофті, темно-зеленій сукні й заквітчаному плащі. Хіба що німб навколо голови вказує на її святість, а так — це реальна історична особа, наділена жіночністю й красою. Спасо-Преображенський собор та його іконостас у 1987 році було капітально відреставровано, й тепер він постає в усій своїй первісній красі як одна з перлин українського бароко першої половини XVIII ст.

## Економіка
- Великосорочинська фабрика художніх виробів

## Туризм
Привабливі туристичні об'єкти Великих Сорочинців:
- Спасо-Преображенська церква,

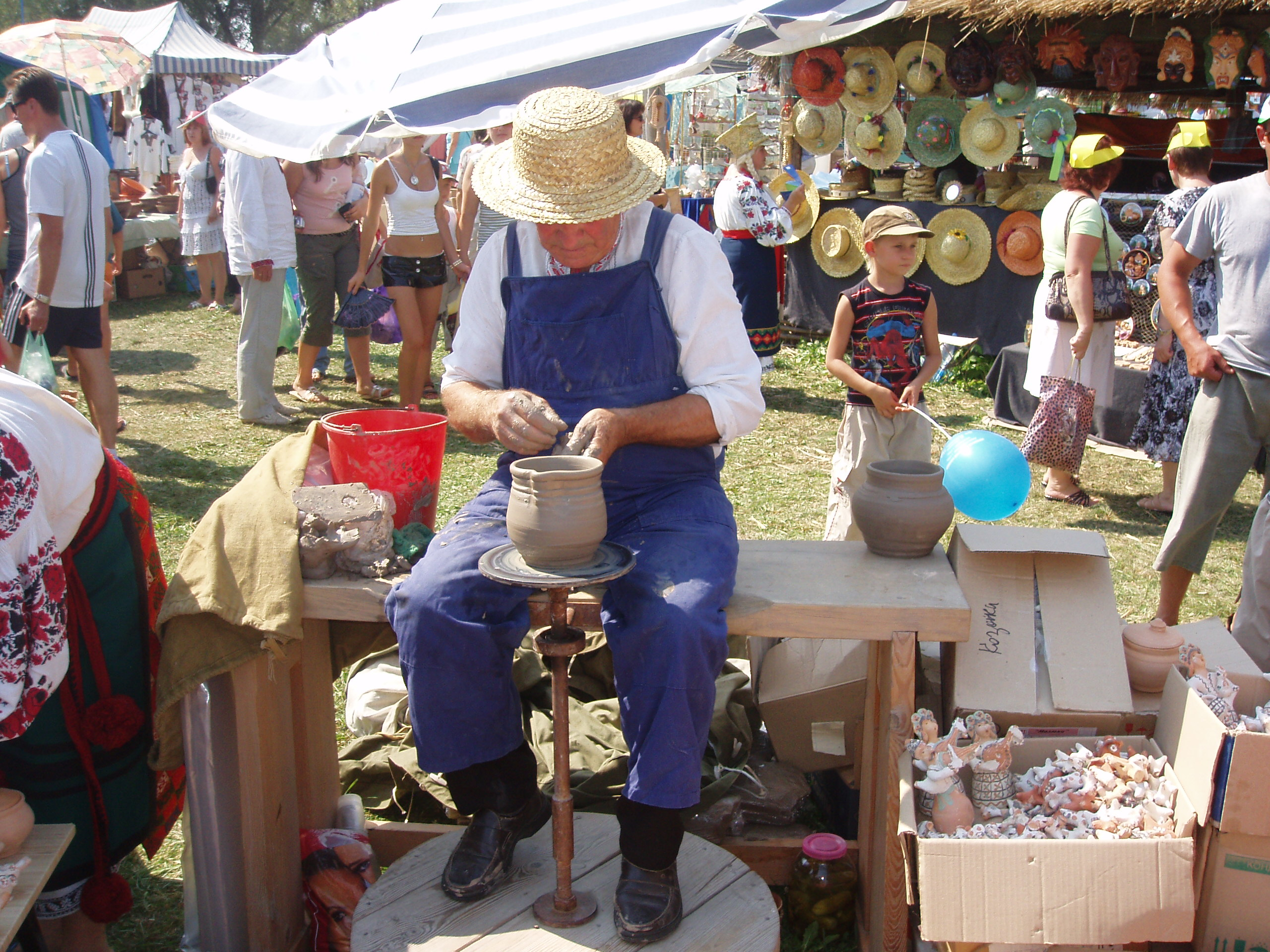

- Великосорочинський літературно-меморіальний музей Миколи Васильовича Гоголя;
- Миргородський районний історико-краєзнавчий музей;
- пам'ятник М. В. Гоголю, 1911 р.;
- музей духовності Великосорочинської санаторно-курортної школи-інтернату.

Щороку останньої суботи та неділі серпня у селі відбувається Сорочинський ярмарок. З 1999 року він за Указом Президента отримав статус загальнонаціонального заходу.

## Вулиці
- вулиця Богдана Хмельницького
- вулиця Бориса Мартоса
- вулиця Героїв Крут
- вулиця Гоголя
- вулиця Данила Апостола
- вулиця Котляревського
- вулиця Коцюбинського
- вулиця Лесі Українки
- вулиця Миргородська
- вулиця Панаса Мирного
- вулиця Шевченка
- вулиця Ярмаркова

## Відомі люди

### Народились
- Ажажа Володимир Михайлович — український фізик, академік НАН України.
- Ажажа Феодосія Омелянівна — народна майстриня-вишивальниця.
- Данило Апостол — Гетьман Лівобережної України.
- Микола Гоголь — український і російський прозаїк, драматург.
- Михайло Кравченко — відомий кобзар.
- Микола Ковшун — український письменник-прозаїк, драматург.
- Опанас Ляхно — член Української Центральної Ради.
- Іван Максимович — український вчений-медик, доктор медицини.
- Маслівець Григорій Миколайович -  український військовий діяч, сотник Армії УНР, підполковник на еміграції. Лицар Воєнного Хреста та Залізного хреста УНР.
- Людмила Мешкова (1938 р.н.) — українська художниця, кераміст, архітектор за фахом.
- Гнат Ручко — український мікробіолог. Член-кореспондент АН УРСР.
- Володимир Самійленко — український поет, драматург.
- Олесь (Олександр) Донченко — український радянський поет, прозаїк, казкар.

## Пам'ятки
- Городище доби Київської Русі.
- Спасо-Преображенська церква 1734 р.
- Пам'ятник М. Гоголю.
- Пам'ятник-погруддя гетьману Данилу Апостолу
- Пам'ятник-погруддя письменнику В. І. Самійленку (1864—1925).
- На північ від села зростає вікове дерево —Цар-осика.

|                                           |                                       |                        |                                   |                                                 |
| Жабокрицька площа — головне місце ярмарку | Спасо-Преображенська церква, 1734 рік | Пам'ятник М. В. Гоголю | Погруддя гетьману Данилу Апостолу | Пам'ятник-погруддя письменнику В. І. Самійленку |